# Catedral de Yurimaguas
La Catedral de Yurimaguas —también conocida como Catedral de la Virgen de las Nieves—, es un templo cristiano católico situado en la ciudad de Yurimaguas del Departamento de Loreto al noreste del Perú. De estilo neogótico, fue construido entre 1928-1931. Se encuentra en los jirones Jaúregui y Castilla.
En el 2000 recibió la denominación de Patrimonio Cultural de la Nación
Presenta una nave central y dos naves laterales.
Fue declarado inhabitable y reabierto luego de terminar la restauración.